# FBL
FBL (англ. Fibrillarin) – білок, який кодується однойменним геном, розташованим у людей на короткому плечі 19-ї хромосоми.  Довжина поліпептидного ланцюга білка становить 321 амінокислот, а молекулярна маса — 33 784.
| 10         |  | 20         |  | 30         |  | 40         |  | 50         |
| ---------- |  | ---------- |  | ---------- |  | ---------- |  | ---------- |
| MKPGFSPRGG |  | GFGGRGGFGD |  | RGGRGGRGGF |  | GGGRGRGGGF |  | RGRGRGGGGG |
| GGGGGGGGRG |  | GGGFHSGGNR |  | GRGRGGKRGN |  | QSGKNVMVEP |  | HRHEGVFICR |
| GKEDALVTKN |  | LVPGESVYGE |  | KRVSISEGDD |  | KIEYRAWNPF |  | RSKLAAAILG |
| GVDQIHIKPG |  | AKVLYLGAAS |  | GTTVSHVSDI |  | VGPDGLVYAV |  | EFSHRSGRDL |
| INLAKKRTNI |  | IPVIEDARHP |  | HKYRMLIAMV |  | DVIFADVAQP |  | DQTRIVALNA |
| HTFLRNGGHF |  | VISIKANCID |  | STASAEAVFA |  | SEVKKMQQEN |  | MKPQEQLTLE |
| PYERDHAVVV |  | GVYRPPPKVK |  | N          |  |            |  |            |

A: Аланін

C: Цистеїн

D: Аспарагінова кислота

E: Глутамінова кислота

F: Фенілаланін

G: Гліцин

H: Гістидин

I: Ізолейцин

K: Лізин

L: Лейцин

M: Метіонін

N: Аспарагін

P: Пролін

Q: Глутамін

R: Аргінін

S: Серин

T: Треонін

V: Валін

W: Триптофан

Кодований геном білок за функціями належить до трансфераз, рибонуклеопротеїнів, метилтрансфераз. 
Задіяний у такому біологічному процесі як процесинг рРНК. 
Білок має сайт для зв'язування з РНК, s-аденозил-l-метіоніном. 
Локалізований у ядрі.